# Ten Steps to Success
Ten Steps to Success è l'album d'esordio del gruppo musicale statunitense Hewhocorrupts, pubblicato nel 2003.

## Tracce
1. Checking Mic Marker
2. Mrs. Andretti's Hustlers
3. Mic Marker Checked
4. 16.7 Overture
5. She's A Fire Engine
6. Linguistic Violations
7. Saigon's Still Kickin
8. Unload The White Load
9. This Is Beatbox
10. Canada, Shakespeare, Canada

## Formazione
- Ryan Durkin (Tommy Camaro) - voce, testi
- Zack Petrusa (Caz U.L. Friday) - chitarra
- Jaffray McCarthy (Cory Lockheart) - chitarra
- Jason Zdora (Rory Lockheart) - basso
- John Mendola (Ross Boneyard) - batteria